# 异体字
异体字（亦稱又體、或體，《說文解字》中稱為重文）是指读音、意思都相同，僅字形不同的漢字。異體字又可分為兩種：在任何情況下讀音和意義都一樣的異體字（下稱「完全異體字」）和只在某些情況下才相通的異體字（下稱「部分異體字」）。有时候，异体字特指与官方正体字相对应的规范外的异体字，因而随着各中文地区对正体字的不同认定，哪些字是另一些字的异体字，甚至完全相反。例如：在台湾，「够」是「夠」的異體字（完全異體字），「强」是「強」的異體字，但在中国大陆卻恰恰相反。而在香港，因為漢字沒有強制性的規範（常用字字形表只作指引並非規範），正異體字定義較模糊，有不少異體字都會在正式場合被使用（例如滙豐銀行的「滙」字通常被視作異體字）。

## 對異體字的理解
傳統上，只有嚴格異體才能稱為異體字，即是指讀音、意思二者皆相通的字，如「匯」與「滙」，而像「云」與「雲」等已經分化、現代字義不完全相同的字，不完全能算是異體字。部分異體與古代的假借相似，主要視乎其常用度而定。
一些只有更微小字形差異的字，如「溫」與「温」等，「兌」與「兑」等，也是被視為異體字範圍。
在日本，《當用漢字表》公布後，社會上通行的漢字為新字體，有時傳統的舊字體也會視為異體字，如有時會視為的異體字。
中國大陸在汉字简化時將很多漢字合併，並歸為異體字，這些異體字都被廢除。异体字中的选用新字形以1955年12月文化部和中国文字改革委员会联合发布的《第一批异体字整理表》为准。淘汰的异体字当时为1055个，如“并发症”中的“併”字、中的字、“眼泪”中的“涙、淚”字、“脉搏”中的字、中的字、“吸烟”中的“煙、菸”字等。但用作姓氏的可以不加改变，像“邱”姓可以不改为“丘”。
此外还需注意以后的3次改动：1956年恢复“阪”、“挫”2字为规范字；1986年《简化字总表》收进的“诉”、“晔”等11个类推简化字为规范字；1988年收入《现代汉语通用字表》中的“骼”、“薰”、“黏”、“愣”等15个字为规范字，也不再作为淘汰的异体字。据此，“骨骼”不应再写成“骨胳”，“黏膜”不应再写成“粘膜”。
1993年9月3日國家語言文字工作委員會文字應用管理司刪除「熔〔鎔〕」組，再將“鎔”類推簡化為“镕”。时任国务院副总理的朱镕基的名字如按照《第一批异体字整理表》应该称“朱熔基”，但他原来起名时定的是“鎔”。香港有的报纸说，用“熔”就是熔化基础，而用“鎔”则是铸造国基，但“鎔”却是被淘汰的异体字。国家语委文字应用管理司专门为这个字发了一个文件《关于“鎔”字使用问题的批复》。
《一異表》最主要的不足是整理不夠嚴謹。此外還將不少常用於人名的異體字廢除，造成了很多问题，例如废除“浚”的异体字“濬”，会使人混淆晋朝大将王濬和王浚，再如將常用於女子名、帶「愉快」義的「媮」字視為「偷」的異體字廢除（实际上“媮”除了「tōu (ㄊㄡ)」还有另一读音「yú (ㄩˊ)」），人名「小媮」會變成「小偷」。

## 分類
下列是一些關於異體字的例子（建議使用Firefox瀏覽器來分別）：

### 正寫與俗寫
中國傳統文字有「正寫」和「俗寫」，「正字」和「俗字」之分。正字為作官方制訂的文體，為正式文件所用，多是較符合造字原意；俗字則是民間為書寫方便，減省或變化筆劃而成，但現在很多俗字例如「為」在使用地區已獲接納為標準寫法（另見繁體俗字），而原本視為正字的字則稱為「本字」。這些不同寫法的字通常亦視為異體字的一種。
| 正字 | 俗字 | 正字 | 俗字 | 正字 | 俗字 |
| ---- | ---- | ---- | ---- | ---- | ---- |
|      |      |      |      |      |      |
|      |      |      |      |      |      |
|      |      |      |      |      |      |
|      |      |      |      |      |      |
|      |      |      |      |      |      |
|      |      |      |      |      |      |
|      |      |      |      |      |      |
|      |      |      |      |      |      |

上表例子中「韭」字以上俗字的筆劃多，「來」字以下正字的筆劃多。其中，「䏣」、「虵」、「㛐」今天不通行；今「然」、「燃」及「華」、「花」兩字分化。

### 正字與異形字

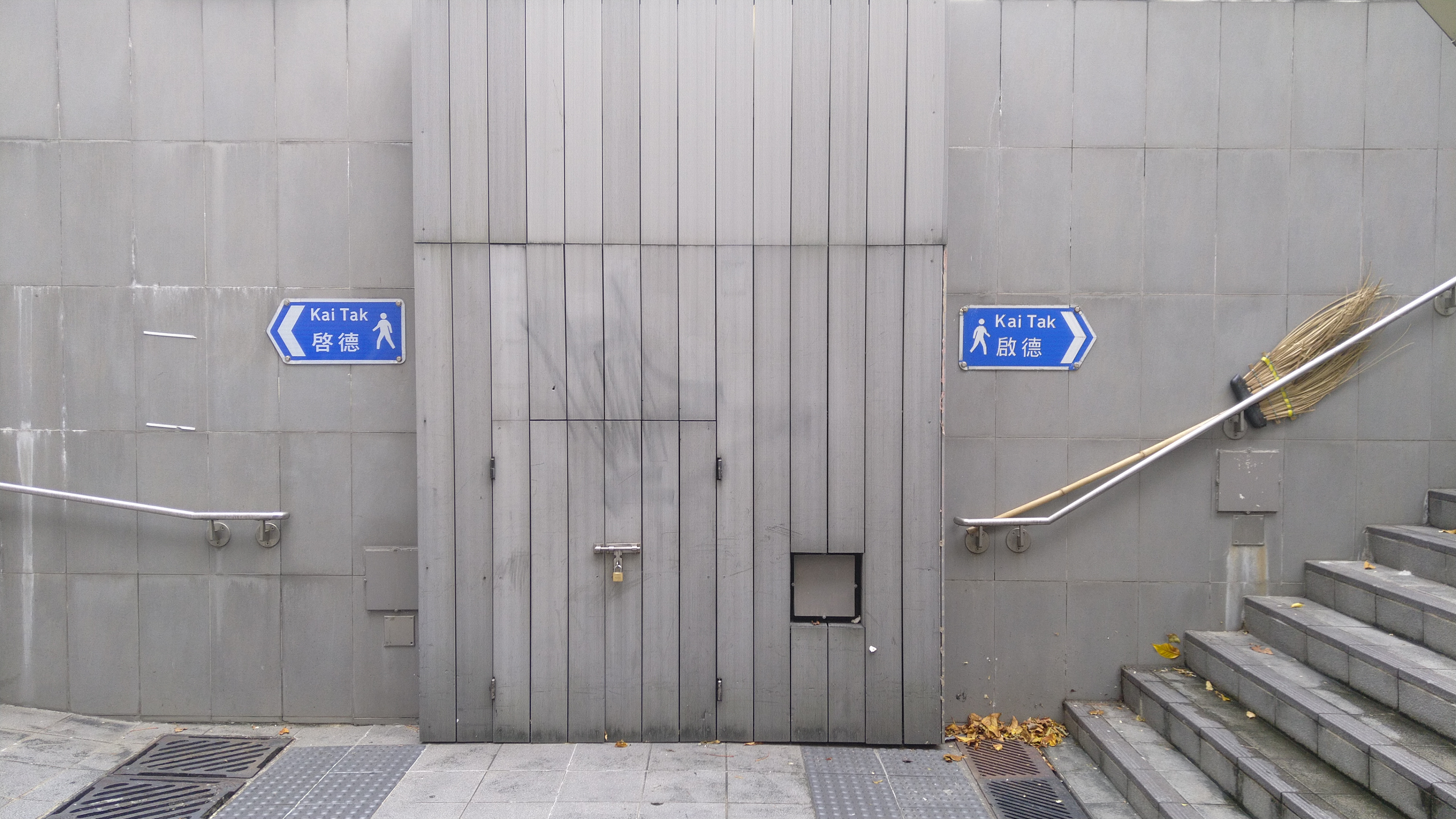
位於香港新蒲崗的這兩塊路牌都指向啟德，但分別用了「啟」和「啓」字。

| 正 字 | 異形字 | 正 字 | 異形字 |
| ----- | ------ | ----- | ------ |
|       |        |       |        |
|       |        |       |        |
|       |        |       |        |
|       |        |       |        |
|       |        |       |        |
|       |        |       |        |
|       |        |       |        |
|       |        |       |        |
|       |        |       |        |

### 中日韓漢字
有些字在中文裡是完全的異體字，在日文裡則有別的用法，因此這些字在日文裡視為另外一個不同的字，而不視之為異體字。如「咲」，在中文是「笑」的異體字，在日文則有“綻放”的意思；「菓」在中文是「果」的俗字，在日文則是指“糖果、零食”，且這兩個字都得以收錄在日本《常用漢字表》裏。
有些寫法在古書中出現甚至常見，也具備字源字理，可是現代中文裏有關的教育單位已經沒有將它列為教育時的「標準」字形，但在日本漢字和韓國漢字裏卻沿用它作為標準字形。日文、韓文中有些字通行的寫法跟中文通行的寫法不同：
| 中文漢字 | 日本漢字 | 韓文漢字 |
| -------- | -------- | -------- |
| 值       |          |          |
| 真       |          |          |
| 叛       |          |          |
| 汙       |          |          |
| 冰       |          |          |
| 姊       |          |          |
| 咒       |          |          |

## 訛化
如「⿱比一」為「丘」之異體。形體相近丠，故訛成。
《玉篇·丠部》以「丠、㐀、丘」同，「业」當係「㐀」之訛變，「⿱比一」當係「丠」之訛變。

## 通用異體
业字在中國大陸是「業」字的簡化字，同時，和北、丘異體。
《龍龕手鑑·一部》於「业、⿱比一、一丘」下云：「三古文，音丘。」另於《龍龕手鑑·艸部》「㐀」下曰：「音丘。」

## 外部連結
- 異體字表修訂版 （页面存档备份，存于）
- 中華民國教育部異體字字典 （页面存档备份，存于）
- 中央研究院歷史語言研究所電腦漢字字形、異體字及詞彙整合知識庫 （页面存档备份，存于）